# Northwest Panay Peninsula Natural Park
Der Northwest Panay Peninsula Natural Park liegt auf der Insel Panay, in den Provinzen Aklan und Antique, auf den Philippinen. Er wurde am 18. April 2002 mit Inkrafttreten des Erlasses 186 auf einer Fläche von 120,09 km² auf dem Gebiet der Gemeinden Nabas, Malay, Buruanga, Libertad und Pandan eingerichtet. 
Der Naturpark liegt ca. 60 km nordwestlich von Kalibo, auf der Buruanga-Halbinsel. Die Vegetation wird durch einen immergrünen Regenwald auf einer Fläche von ca. 50 km² bestimmt. Die Topographie wird von den nördlichen Ausläufern der Central-Panay-Berge bestimmt. 
Der Naturpark beherbergt ein weites Spektrum der Flora und Fauna der Western Visayas, wie den Prinz-Alfred-Hirsch (Rusa alfredi oder Cervus alfredi) und dem Visayas-Pustelschwein (Sus cebifrons). Von der Avifauna sind Beobachtungen der Negros-Dolchstichtaube (Gallicolumba keayi), Tariktik-Hornvogel (Penelopides panini) und des Panayhornvogel oder Korallenschnabel-Hornvogel (Aceros waldeni) bekannt.  